# Nemopterella segregata
Nemopterella segregata är en insektsart som beskrevs av Bo Tjeder 1967. Nemopterella segregata ingår i släktet Nemopterella och familjen Nemopteridae. Inga underarter finns listade i Catalogue of Life.